# Grotenberge
Grotenberge is een dorp in de Belgische provincie Oost-Vlaanderen en een deelgemeente van de stad Zottegem, het was een zelfstandige gemeente tot aan de gemeentelijke herindeling van 1971. 

## Geografie
Grotenberge ligt binnen Zandlemig Vlaanderen. Het hoogstgelegen punt ligt in de buurt van de Posterij en de Pardassenhoek: 93 m.
Grotenberge watert deels af via de Deinsbeek in de Zwalm; andere delen wateren af via de Molenbeek aan de grens met Hillegem in de Schelde of via de Molenbeek-Ter Erpenbeek te Sint-Lievens-Esse in de Dender.
Grotenberge kent de wijken Wolvenhoek, Pardassenhoek, Klabot en recent de Bijloke. Tot de jaren 1970 was Grotenberge een vrij landelijke gemeente in de Vlaamse Ardennen. Met de aanleg van de N42, het industrieterrein (38ha) en de wijk Bijloke is daar behoorlijk verandering in gekomen. Grotenberge maakt voor een groot stuk deel uit van het kleinstedelijk gebied van Zottegem (cfr de ruimtelijke structuurplanning).

## Naam
Grotenberge (1181, Grotenberge) zou letterlijk betekenen "de grote berg". Anderen zien meer in de verwijzing naar een persoonsnaam gezien in 1235 en 1238 de naam werd geschreven als Grothemberge.
De volkse naam Breivelde is een synoniem voor de naam Grotenberge. Breivelde betekent "het brede, uitgestrekte veld". Grotenberge maakt al van oudsher deel uit van de baronie Zottegem onder de heren van Zottegem. In 1950 vond een gepensioneerde rijkwachter een achtergelaten klomp metaal in zijn moestuin in de Leenstraat; het bleek te gaan om meer dan 2300 aan elkaar geklitte Romeinse zilvermunten.

## Bezienswaardigheden

### Geklasseerde monumenten en landschappen

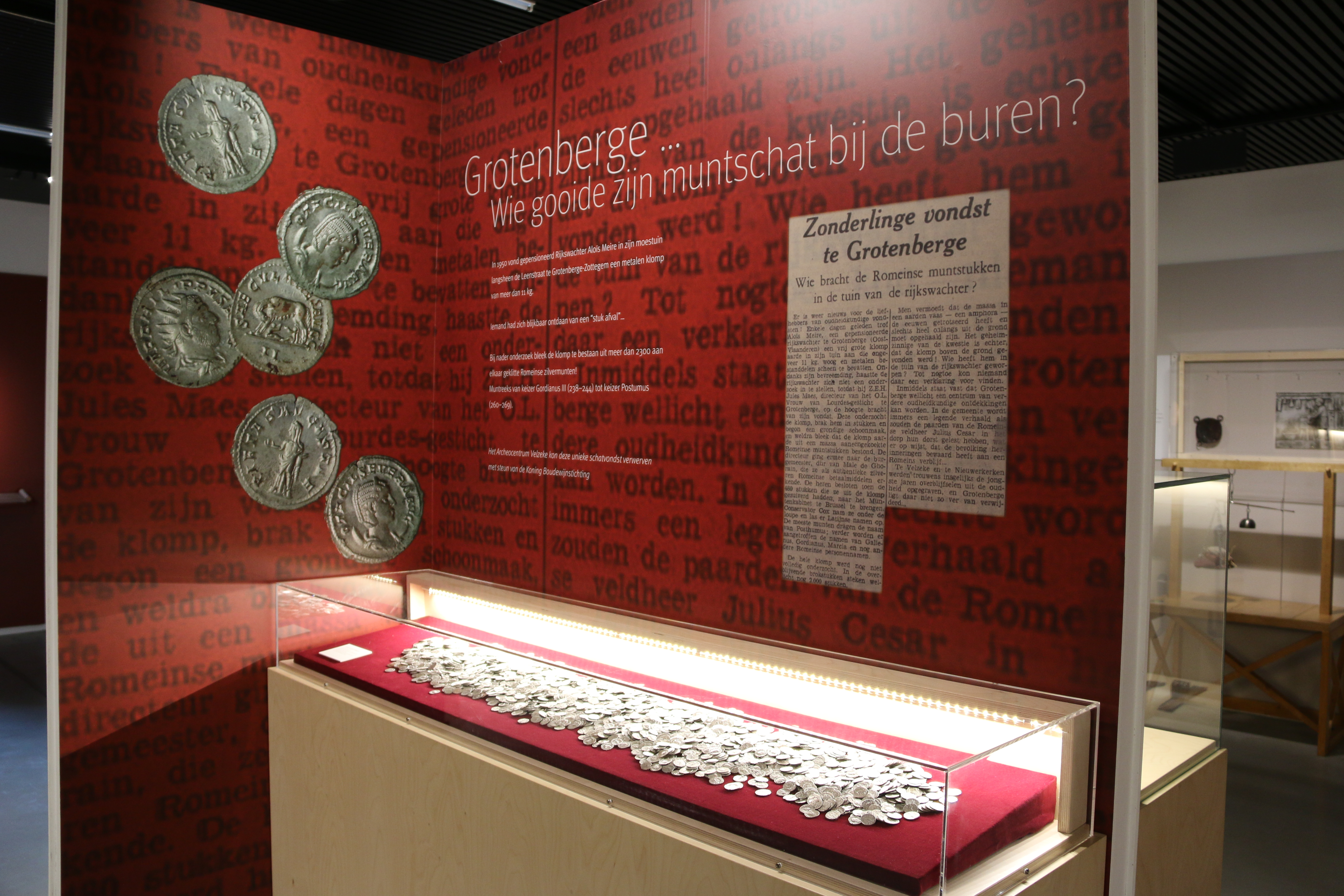
Romeinse muntschat van Grotenberge

- Ter Goten 1: hoeve met omgeving als dorpsgezicht; deze hoeve werd door André Geens (voormalig minister) ingericht als woning.
- De Posterij (Gentse Steenweg 97) met omgeving als dorpsgezicht; deze voormalige posterij is op heden deels in gebruik als woning; een ander deel bevat een leegstaande feestzaal.
- Pastorie (Grotenbergestraat 162) als monument; dit pand huisvest op heden het Museum voor Folklore.
- Sint-Pieters-Banden en Sint-Berlindiskerk als monument; deze kerk dateert van 1855. De vorige kerk stond langs de Grotenbergestraat, ter plaatse van het huidig kerkhof.[3] De kerk bevat een orgel van Leo Lovaert uit 1855.
- Onze-Lieve-Vrouw Van Lourdesgrot (Grotstraat 1) als monument. In 1875 liet August De Rouck een klooster met Mariagrot bouwen[4], vanaf 1880 kwam er ook een jongensschool (de huidige Campus Grotenberge van het Onze-Lieve-Vrouwcollege).
- Hof te Wassenhove (Lageweg 1) en omgeving (met de Wassenhovemolen): dorpsgezicht; dit is de voornaamste leenhoeve van Grotenberge. De oorspronkelijke hoeve, welke omwald was, stond ten noordwesten van de huidige hoeve.
- Stenen Molen: de molen is volledig vervallen en bestaat nog slechts uit de romp.[5]
- De Warandekapel
- Het Kasteel Breivelde

### Andere
- Het Museum voor Folklore, gehuisvest in de voormalige pastorie, Grotenbergestraat 162.[6]
- Het monument voor de gesneuvelde soldaten van de beide wereldoorlogen.
- Brouwerij De Hoevebrouwers

## Afbeeldingen

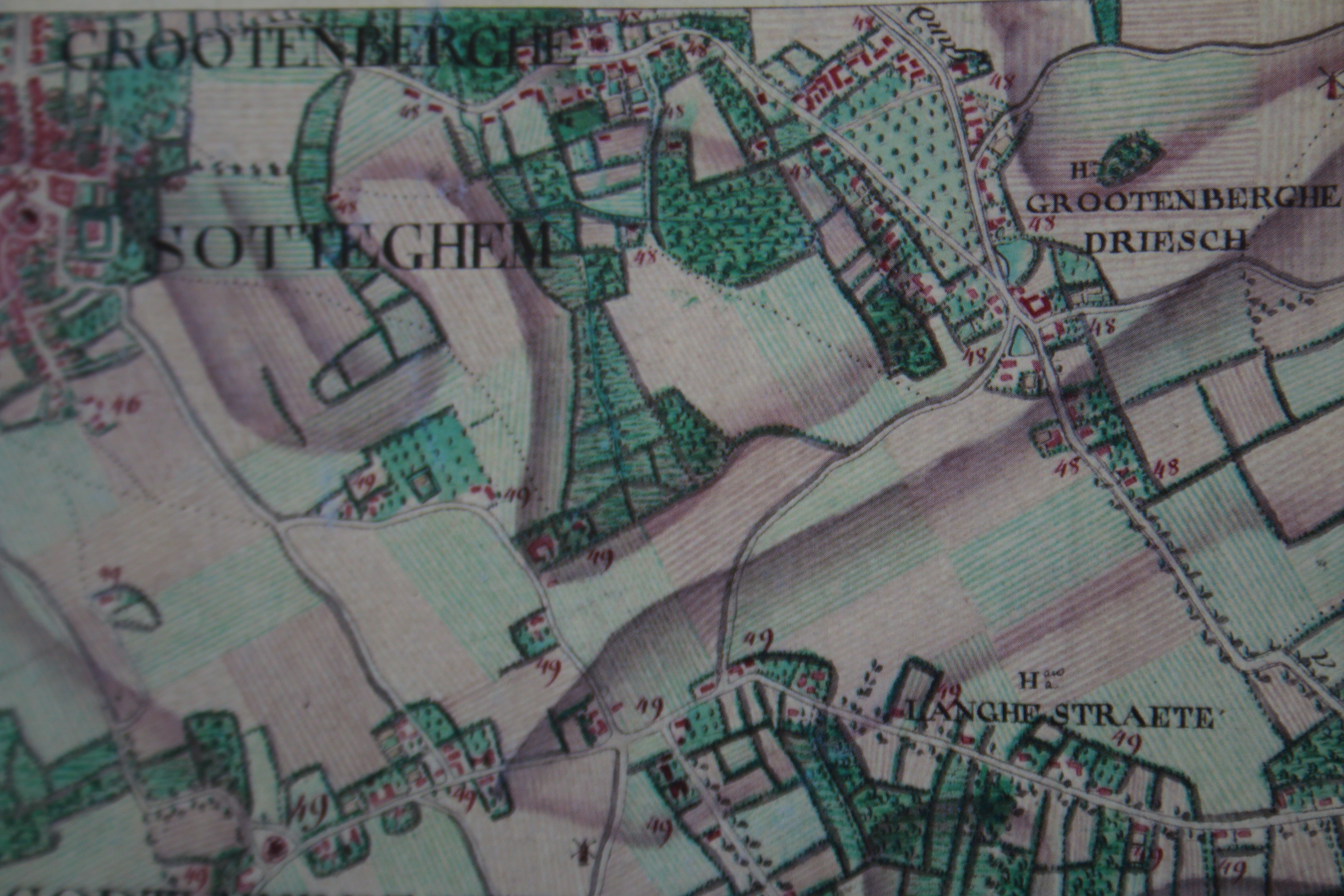
Grotenberge op de Ferrariskaart
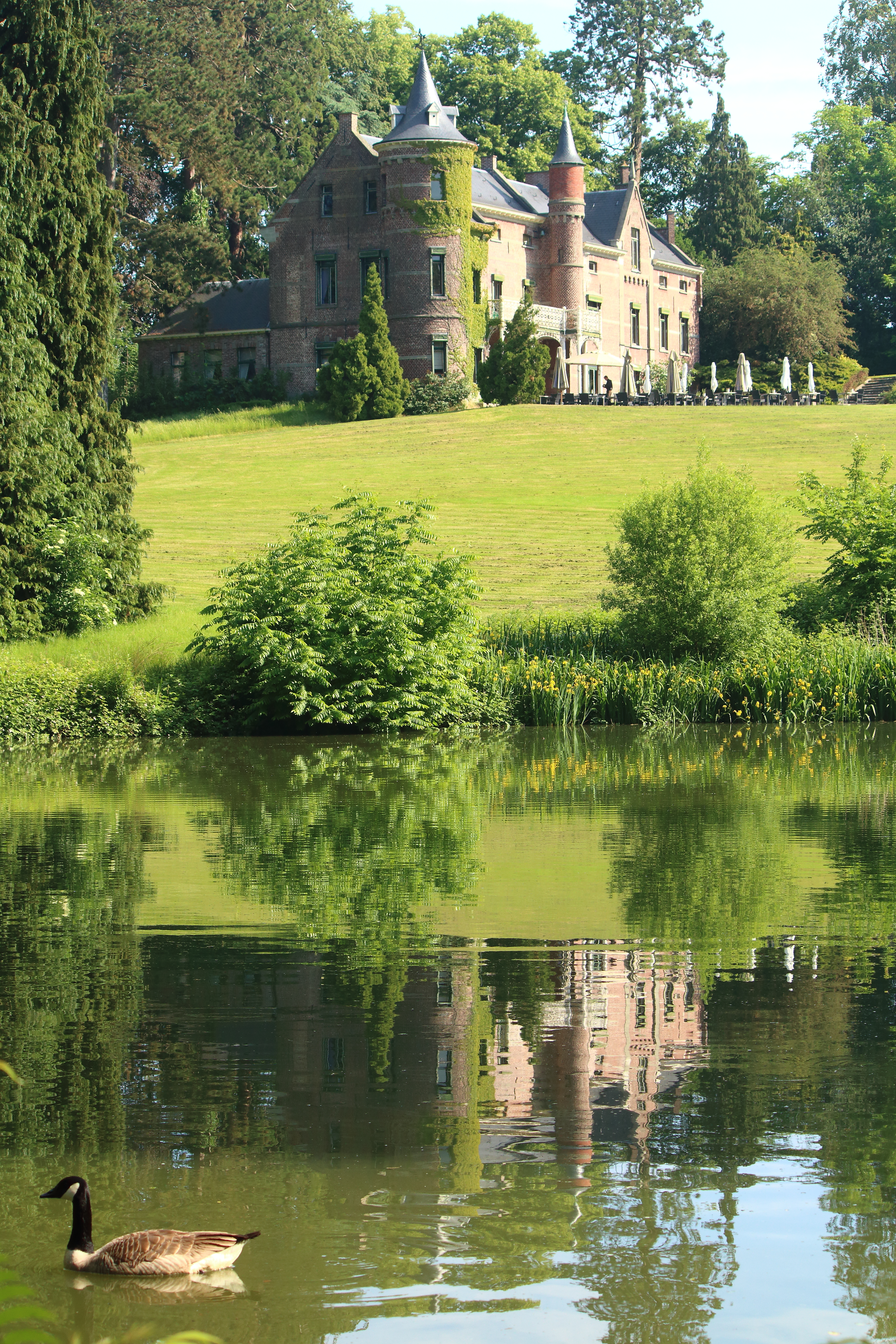
Domein Breivelde
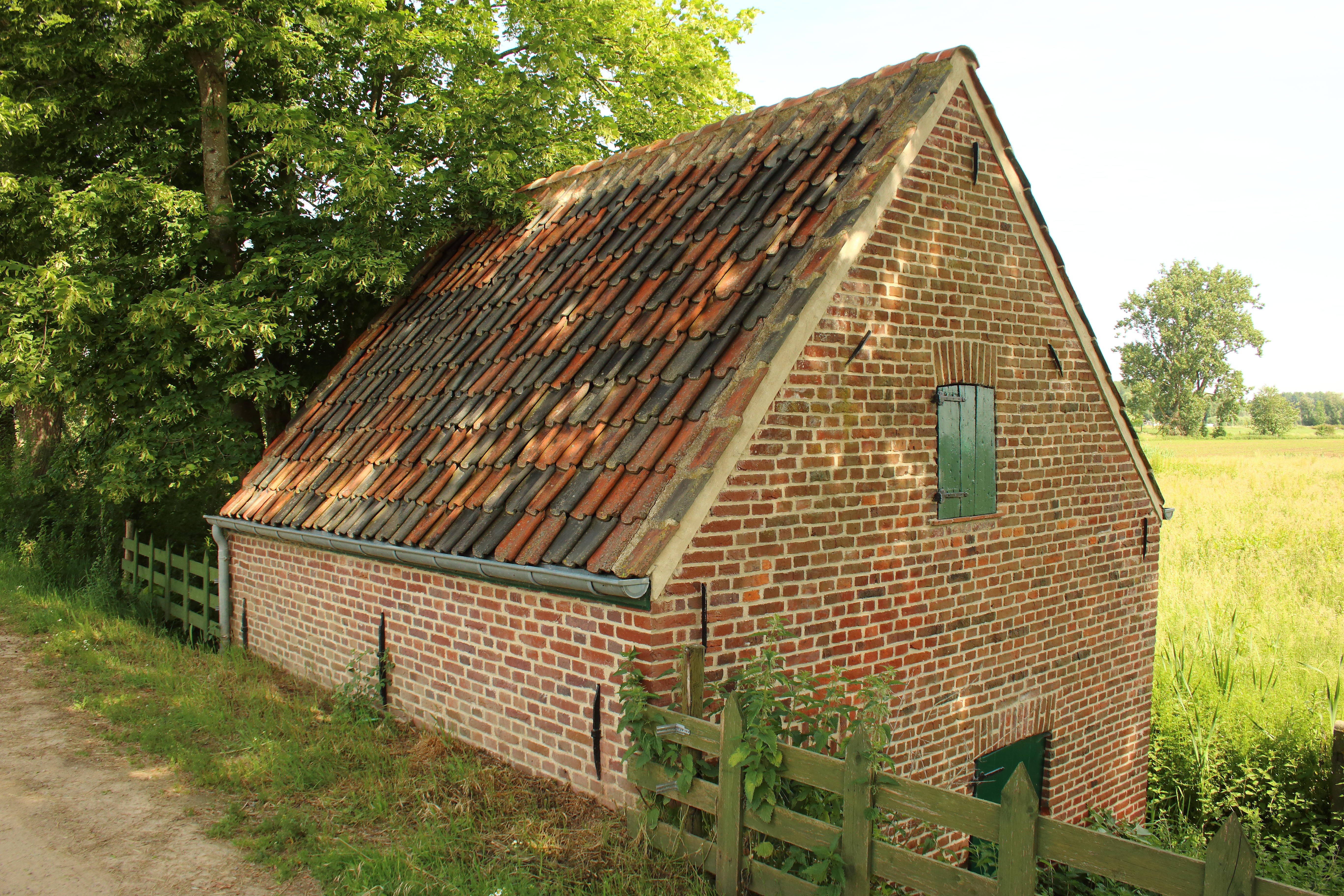
Wassenhovemolen aan het Hof te Wassenhove
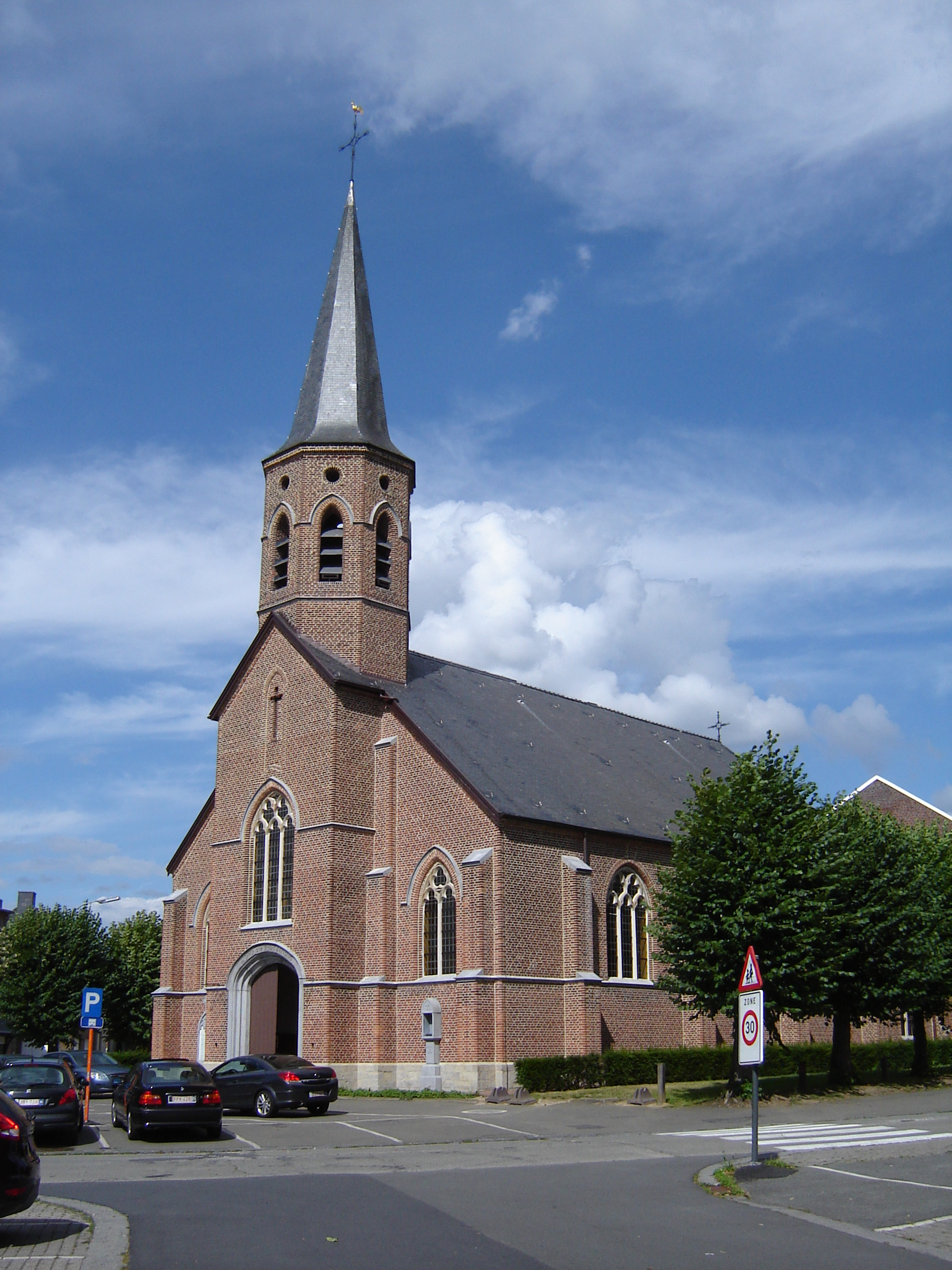
Sint-Pietersbanden en Sint-Berlindiskerk
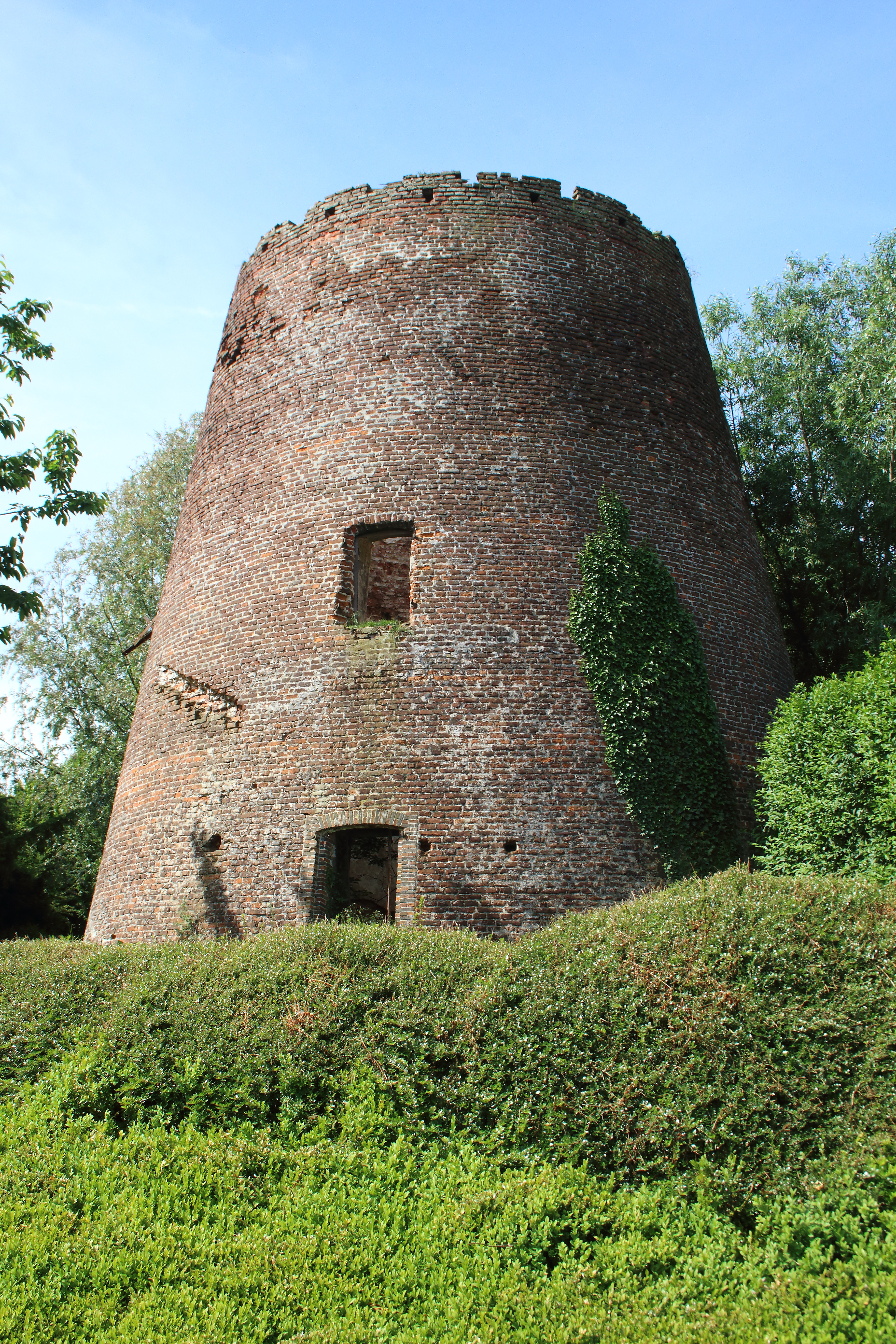
Stenen Molen
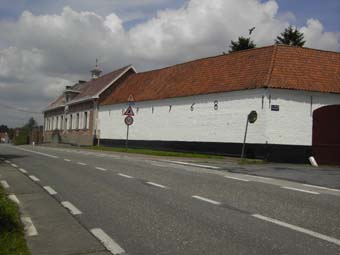
De oude afspanning de Posterij draagt het jaartal 1768
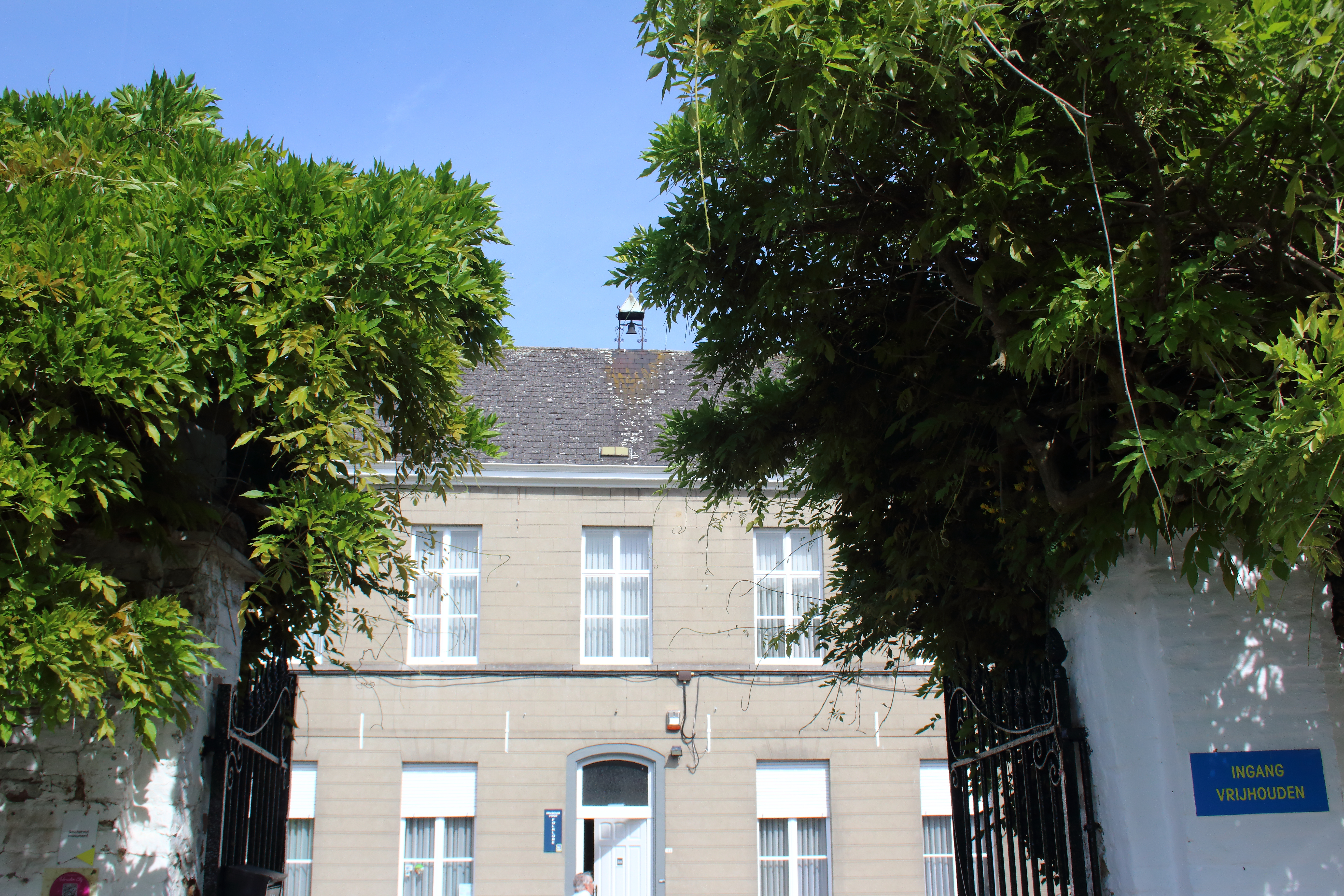
Voormalige pastorie, nu Museum voor Folklore
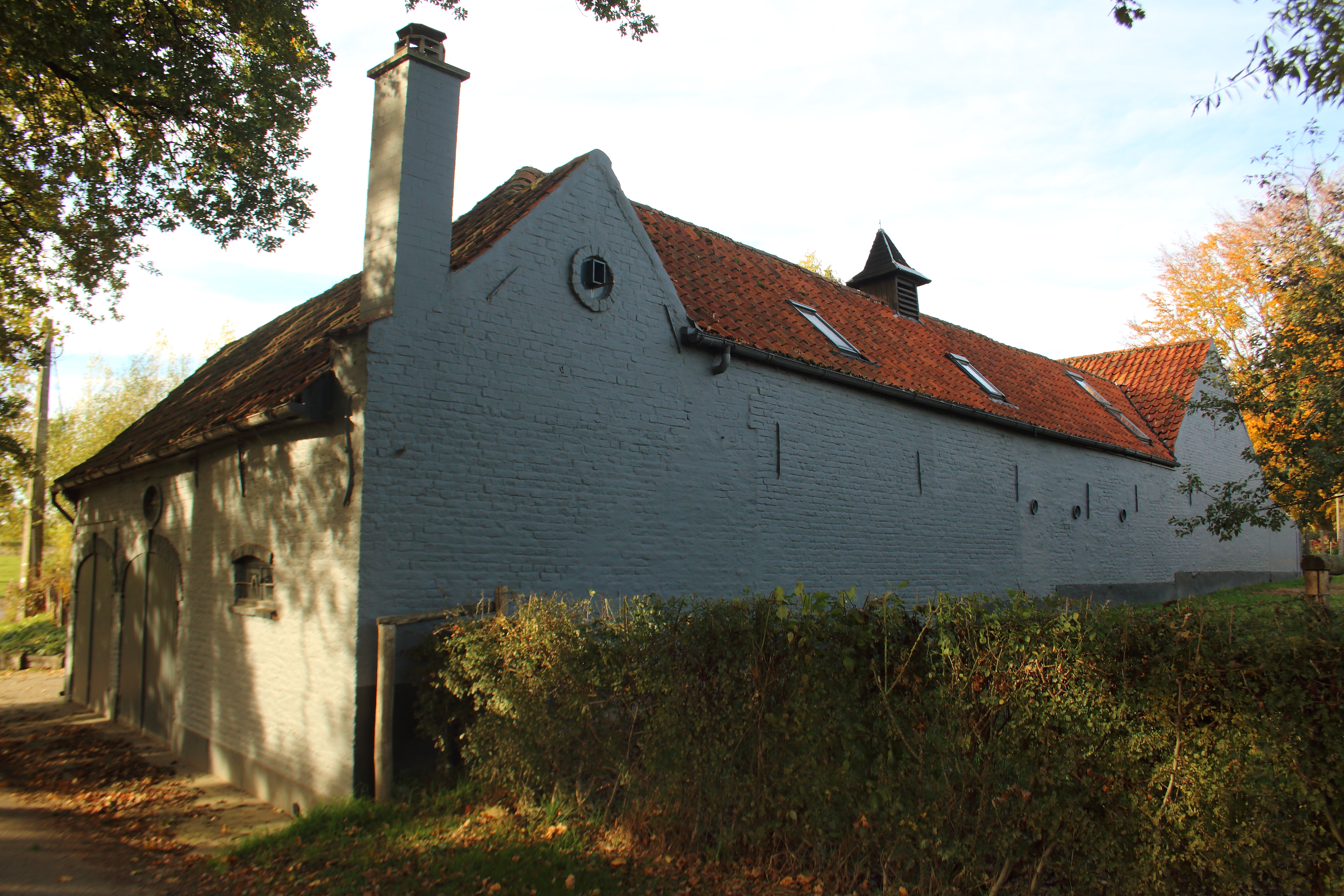
Hoeve, Ter Goten

## Natuur en landschap
Grotenberge ligt op een hoogte van 59-93 meter. Ten noorden van Grotenberge ligt een bedrijventerrein.
Een natuurgebied is het Domein Breivelde als landschap; dit gemeentelijk domein werd in 1970 verworven van de familie Van Maele de Ghorain. Het oorspronkelijke romantisch aandoend park bevat tientallen waterpartijen en telt tal van inheemse en uitheemse boomsoorten (onder meer veel sequoia's). Het domein werd uitgebreid met nieuw bos in de richting van de Bevegemse Vijvers. Bij het Domein ligt ook het Vogelzangbos. Aan de grens met Herzele ligt de Pardassenhoek.

## Demografische ontwikkeling
- Bronnen:NIS, Opm:1831 tot en met 1970=volkstellingen

## Sport en recreatie
- Verschillende wielerwedstrijden doorkruisen het dorp. De helling Grotenberge draagt in de wedstrijden gewoon de naam van het dorp.
- Het sport- en recreatiecomplex de Bevegemse Vijvers ligt op grondgebied Grotenberge, tegen de grens aan met het oude Zottegem (Bevegem).
- Voetbalclub Eendracht Elene-Grotenberge is aangesloten bij de KBVB.

## Nabijgelegen kernen
Bevegem, Leeuwergem, Herzele, Wijnhuize